# Microbiologia

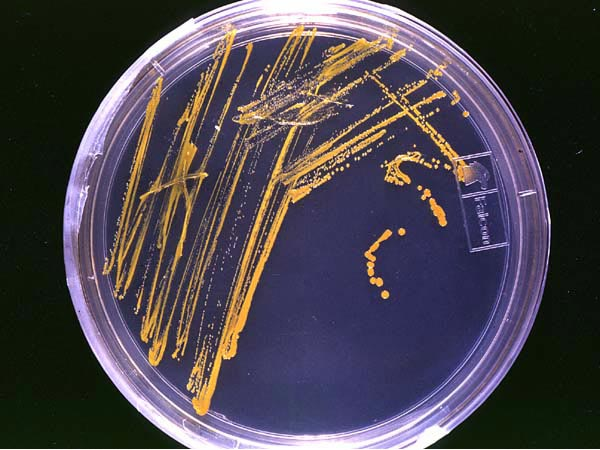
Cultius de microorganismes.

La microbiologia (del grec "μικρός" = xicotet i "βιολογία" = estudi de la vida) és l'estudi dels microorganismes, incloent-hi els virus, procariotes i eucariotes simples. En l'actualitat, quasi tot el treball fet en microbiologia és realitzat per mètodes bioquímics i genètics. També es relaciona amb branques de la medicina com la patologia, la immunologia i l'epidemiologia, ja que hi ha microorganismes que són patògens.
Aquesta ciència ha fet contribucions fonamentals a la biologia i a la medicina, especialment als camps de la bioquímica, la genètica i la biologia cel·lular. Els microbis tenen moltes característiques que els fan organismes ideals per a l'experimentació (vegeu també bioètica):
- Són xicotets, per la qual cosa no consumeixen molts recursos.
- Alguns tenen temps de generació generalment molt curts (el temps necessari per a la divisió d'una cèl·lula procariota en dos en condicions òptimes és ~30 minuts per a Escherichia coli, però pot ser de dies o fins i tot setmanes per a Mycobacterium tuberculosis).
- Les cèl·lules poden sobreviure fàcilment separades d'altres cèl·lules.
- Els eucariotes unicel·lulars es reprodueixen per divisió mitòtica i els procariotes mitjançant fissió binària. Açò permet la propagació de poblacions clòniques genèticament iguals.
- Poden romandre congelats per grans períodes. Encara i quan el 90% de les cèl·lules moren en el procés de congelació, hi ha milions de cèl·lules en cada mil·lilitre de líquid de cultiu.

L'extensiva caracterització de microbis ha permès que aquests siguen usats en la indústria com a eines experimentals en diferents branques de la bioenginyeria.

## Laboratori de microbiologia clínica
El laboratori de microbiologia clínica és l'encarregat de detectar els agents etilològics (microorganismes) de les malalties infeccioses. Arreu, a partir de la segona meitat del segle xx, i amb l'aparició dels moderns hospitals públics, la millora en el diagnòstic etiològic de les malalties infeccioses potencia una especialitat mèdica (existent de facto des de principis del segle XX) que treballa als hospitals generals i a laboratoris especialitzats que contribueixen enormement al coneixement de les malatlies infeccioses i al seu millor tractament i control. Primer als grans hospitals de Barcelona, i posteriorment la resta d'hospitals catalans grans i petits, es posen en funcionament laboratoris especialitzats que són duts per biòles, farmacèutics, metges o químics especialistes en microbiologia clínica. A l'Acadèmia de Ciències Mèdiques de Catalunya i Balears es crea una societat que reuneix a microbiòlegs i metges clínics especialitzats en malalties infeccioses. A diferència de la microbiologia fonamental, la microbiologia clínica (una especialitat BiR, FiR, MIR i QiR), té els seus objectius als hospitals i en menor mesura a l'Atenció Primària.